# Gianluca Zambrotta
Gianluca Zambrotta (n. 19 februarie 1977, Como, Italia) este un fost fotbalist italian, care a jucat ultima data pe post de fundaș, pentru clubul italian A.C. Milan.
De-a lungul carierei sale, Zambrotta a jucat pentru mai multe cluburi italiene. Și-a început cariera la clubul local Como în 1994 și a câștigat popularitate jucând pentru Bari, ceea ce i-a adus un transfer la Juventus în 1999. În cele șapte sezoane petrecute la club, a câștigat două titluri consecutive în Serie A și Supercoppa Italiana în 2002 și 2003, ajungând și în finala Ligii Campionilor UEFA din 2003. Ulterior, a petrecut două sezoane relativ nereușite la Barcelona, între 2006 și 2008, unde a câștigat Supercopa de España din 2006, înainte de a se întoarce în Italia pentru a juca pentru AC Milan, unde a câștigat al treilea titlu în Serie A și Supercoppa Italiana în 2011. Și-a încheiat cariera după un sezon la clubul elvețian Chiasso în 2014, pe care l-a antrenat ulterior.
La nivel internațional, Zambrotta a jucat 100 de meciuri pentru echipa națională de fotbal a Italiei, jucând la trei Campionate Mondiale, trei Campionate Europene, Cupa Confederațiilor FIFA 2009 și Jocurile Olimpice de vară din 2000. A făcut parte din echipa lor care a ajuns în finala UEFA Euro 2000 și a fost, de asemenea, selectat în Echipa Turneului Euro 2004. A fost, în special, un membru cheie al liniei de start a lotului italian care a câștigat Campionatul Mondial din 2006 și a fost selectat în Echipa Turneului pentru performanțele sale.

## Statisticile carierei

### Club
| Club             | Sezon            | Campionat        | Campionat | Campionat | Cupa    | Cupa   | Continental | Continental | Altele  | Altele | Total   | Total  |
| Club             | Sezon            | Divizie          | Meciuri   | Goluri    | Meciuri | Goluri | Meciuri     | Goluri      | Meciuri | Goluri | Meciuri | Goluri |
| ---------------- | ---------------- | ---------------- | --------- | --------- | ------- | ------ | ----------- | ----------- | ------- | ------ | ------- | ------ |
| Como             | 1994–95          | Serie B          | 1         | 0         | 0       | 0      | –           | –           | –       | –      | 1       | 0      |
| Como             | 1995–96          | Serie C1         | 14        | 2         | 1       | 0      | –           | –           | –       | –      | 15      | 2      |
| Como             | 1996–97          | Serie C1         | 33        | 4         | 1       | 0      | –           | –           | –       | –      | 34      | 4      |
| Como             | Total            | Total            | 48        | 6         | 2       | 0      | –           | –           | –       | –      | 50      | 6      |
| Bari             | 1997–98          | Serie A          | 27        | 2         | 2       | 2      | –           | –           | –       | –      | 29      | 4      |
| Bari             | 1998–99          | Serie A          | 32        | 4         | 4       | 0      | –           | –           | –       | –      | 36      | 4      |
| Bari             | Total            | Total            | 59        | 6         | 6       | 2      | –           | –           | –       | –      | 65      | 8      |
| Juventus         | 1999–2000        | Serie A          | 32        | 1         | 2       | 0      | 12          | 2           | –       | –      | 45      | 3      |
| Juventus         | 2000–01          | Serie A          | 29        | 3         | 0       | 0      | 0           | 0           | –       | –      | 29      | 3      |
| Juventus         | 2001–02          | Serie A          | 32        | 1         | 6       | 1      | 9           | 0           | –       | –      | 47      | 2      |
| Juventus         | 2002–03          | Serie A          | 26        | 1         | 3       | 0      | 13          | 0           | 0       | 0      | 42      | 1      |
| Juventus         | 2003–04          | Serie A          | 30        | 1         | 6       | 0      | 5           | 0           | 1       | 0      | 42      | 1      |
| Juventus         | 2004–05          | Serie A          | 36        | 0         | 0       | 0      | 12          | 0           | –       | –      | 48      | 0      |
| Juventus         | 2005–06          | Serie A          | 32        | 0         | 2       | 0      | 8           | 0           | 1       | 0      | 43      | 0      |
| Juventus         | Total            | Total            | 217       | 7         | 19      | 1      | 59          | 2           | 2       | 0      | 296     | 10     |
| Barcelona        | 2006–07          | La Liga          | 29        | 3         | 5       | 0      | 6           | 0           | 2       | 0      | 42      | 3      |
| Barcelona        | 2007–08          | La Liga          | 29        | 0         | 5       | 0      | 6           | 0           | –       | –      | 40      | 0      |
| Barcelona        | Total            | Total            | 58        | 3         | 10      | 0      | 12          | 0           | 2       | 0      | 82      | 3      |
| AC Milan         | 2008–09          | Serie A          | 34        | 1         | 1       | 0      | 6           | 0           | –       | –      | 41      | 1      |
| AC Milan         | 2009–10          | Serie A          | 24        | 0         | 1       | 0      | 5           | 0           | –       | –      | 30      | 0      |
| AC Milan         | 2010–11          | Serie A          | 15        | 0         | 1       | 0      | 5           | 0           | –       | –      | 21      | 0      |
| AC Milan         | 2011–12          | Serie A          | 7         | 1         | 1       | 0      | 3           | 0           | 1       | 0      | 12      | 1      |
| AC Milan         | Total            | Total            | 80        | 2         | 4       | 0      | 19          | 0           | 1       | 0      | 104     | 2      |
| Total în carieră | Total în carieră | Total în carieră | 459       | 24        | 41      | 3      | 88          | 2           | 5       | 0      | 592     | 29     |

1. 1 2  Apariții în Cupa UEFA
2. 1 2 3 4 5 6 7 8 9 10  Apariții în UEFA Champions League
3. 1 2 3  Apariție în Supercoppa Italiana
4. ↑  O apariție în Supercopa de España, o apariție în FIFA Club World Cup

### Națională
| Echipa națională | An    | Selecții | Goluri |
| ---------------- | ----- | -------- | ------ |
| Italia           | 1999  | 3        | 0      |
| Italia           | 2000  | 8        | 0      |
| Italia           | 2001  | 8        | 0      |
| Italia           | 2002  | 8        | 0      |
| Italia           | 2003  | 8        | 0      |
| Italia           | 2004  | 10       | 1      |
| Italia           | 2005  | 7        | 0      |
| Italia           | 2006  | 10       | 1      |
| Italia           | 2007  | 6        | 0      |
| Italia           | 2008  | 12       | 0      |
| Italia           | 2009  | 12       | 0      |
| Italia           | 2010  | 6        | 0      |
| Total            | Total | 98       | 2      |